# Esporte na Bahia

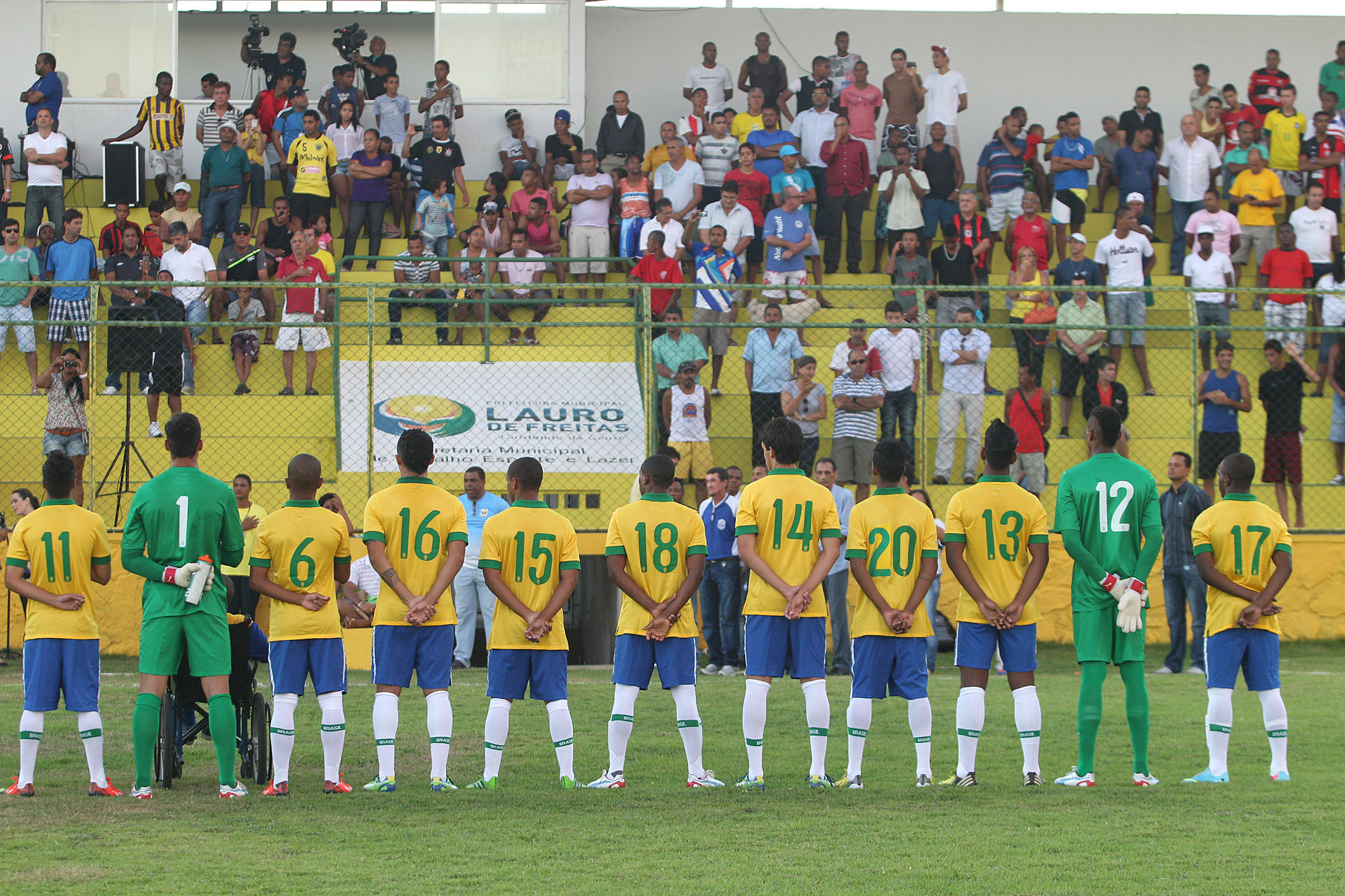
Jogadores da Seleção Brasileira de Futebol Sub-17 Masculino perfilados antes do início de partida pela Copa 2 de Julho de 2013.

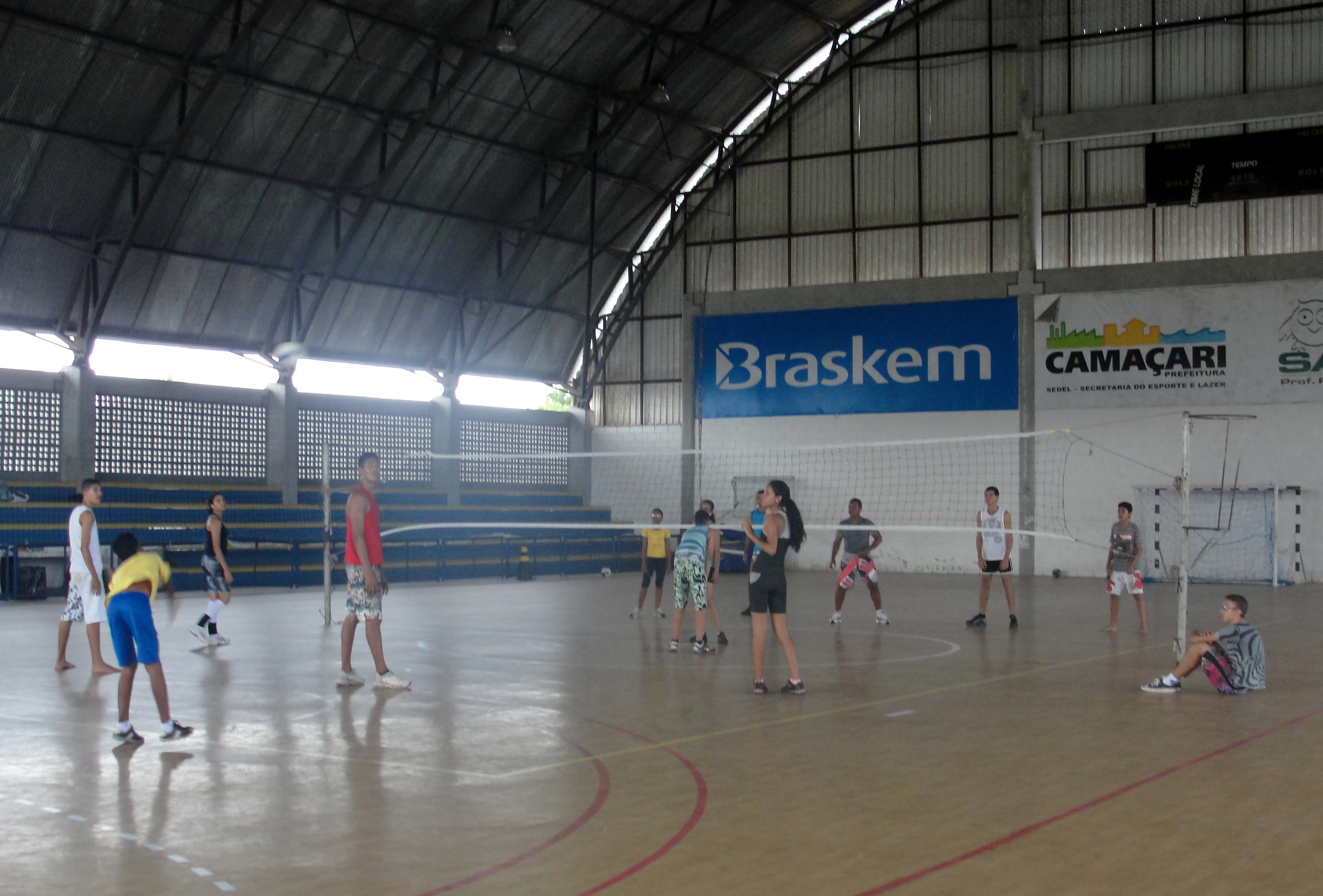
Partida de vôlei em ginásio de Camaçari, durante o Festival de Escolinhas na Cidade do Saber em 2012.

O esporte na Bahia é praticado em diversas modalidades e organizado por federações estaduais, não havendo alguma entidade geral privada no plano estadual, tal como há nacionalmente o Comitê Olímpico Brasileiro e o Comitê Paralímpico Brasileiro. Assim como no Brasil, O futebol é o esporte mais praticado e popular no estado. Outros esportes de considerável popularidade são: atletismo, basquete, handebol, judô, natação, surfe, tênis e vôlei. A prática amadora de esportes é muito popular e os clubes são os maiores promotores. Além do fomento privado, o governo estadual e vários municipais mantêm estruturas esportivas tanto para a prática amadora, na forma de lazer, quanto na organização profissional em estádios e outras instalações.

## Esportes

### Automobilismo

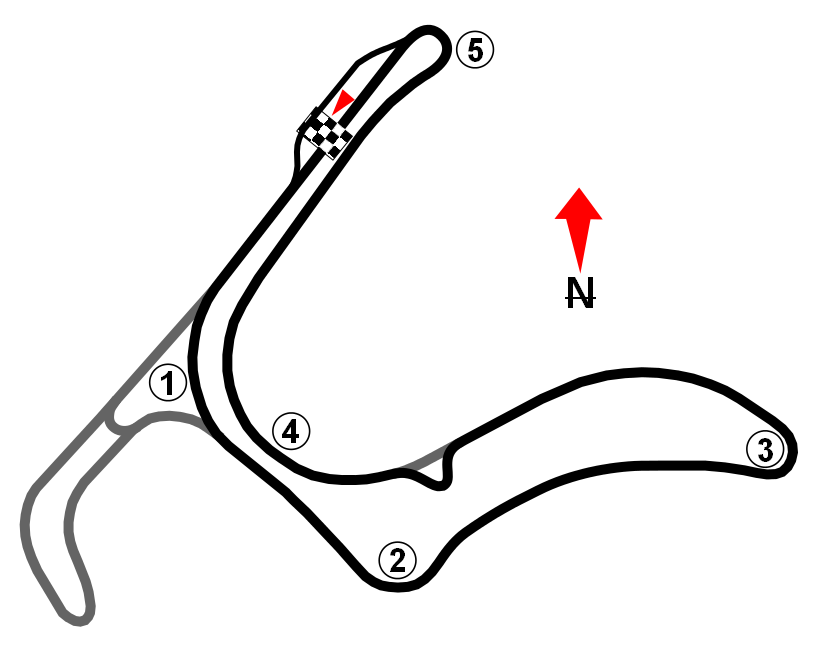
Traçado do Circuito Ayrton Senna, nas ruas soteropolitanas do Centro Administrativo, onde era realizado o GP Bahia de Stock Car Brasil.

Desde de 2009, uma etapa da Stock Car Brasil ocorre na região, mais especificamente no Circuito Ayrton Senna, nas ruas do Centro Administrativo da Bahia, em Salvador.

### Basquete
O basquete na Bahia é realizado pela Federação Bahiana de Basketball filiada a Confederação Brasileira de Basketball, seu principal evento é o Campeonato Baiano de Basquete.

### Futebol
Sendo o principal esporte o futebol, destacam-se os clubes Bahia e Vitória, ambos de Salvador.
O Tribunal de Justiça Desportiva da Bahia é órgão administrativo que discute e aplica a legislação desportiva em nível estadual na Bahia, cujas decisões podem ser questionadas através de recurso ao Superior Tribunal de Justiça Desportiva (STJD).

### Tênis

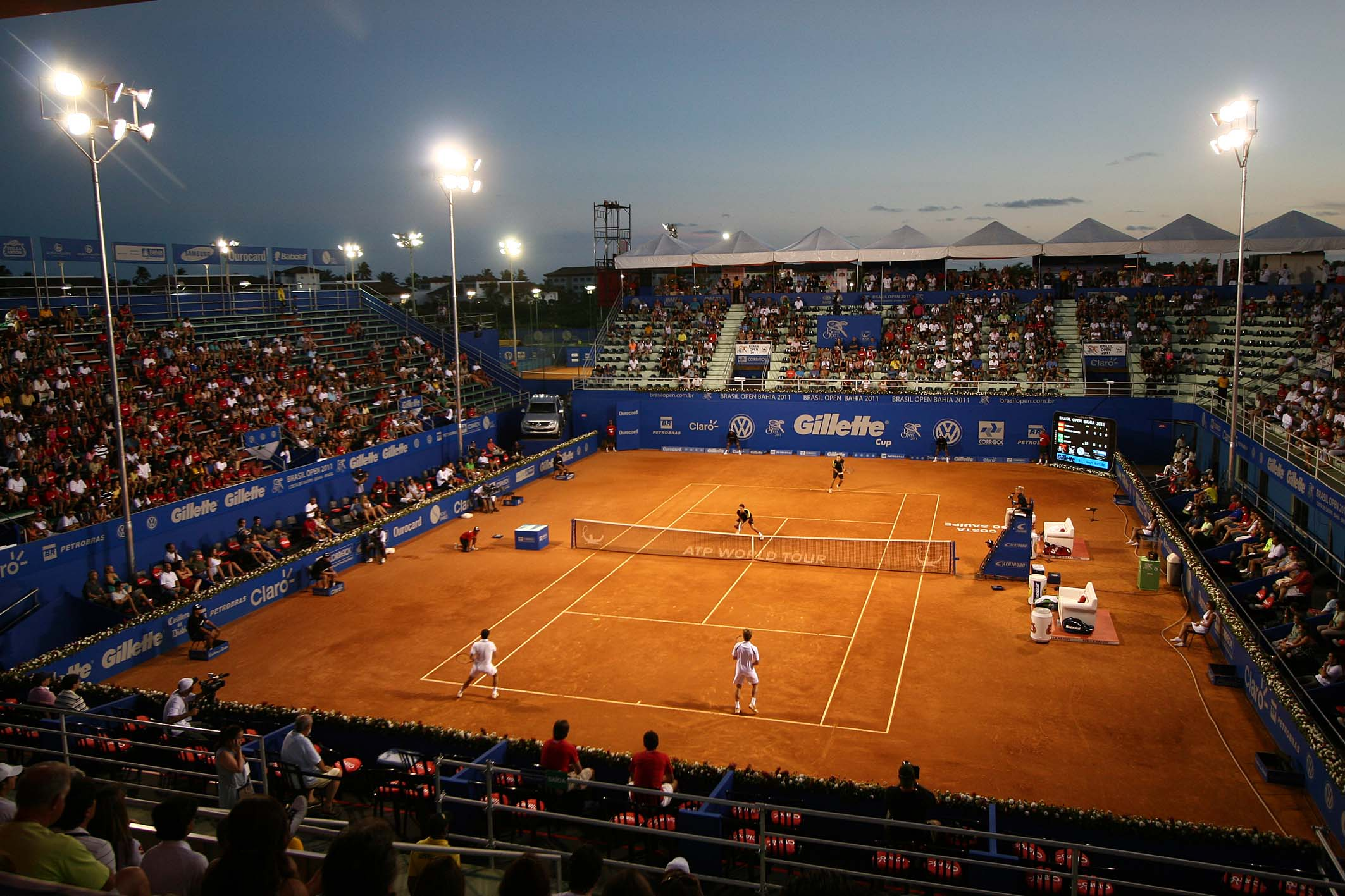
Partida de duplas masculinas do ATP da Costa do Sauipe de 2011

Importantes competições do tênis são/foram realizadas no estado: Aberto de Tênis da Bahia, disputado pela primeira vez em 2010 e integra o ATP Challenger Tour, e o Aberto de Tênis do Brasil, que faz parte da Série ATP 250.

### Vela
Por causa das características da Baía de Todos-os-Santos, ela é palco de competições de regatas regionais e internacionais. É ponto de chegada de Transat 6.50, Jaques Vabre e Cape to Bahia. Como também ocorrem as tradicionais Aratu/Maragojipe e João das Botas. Esta última é uma competição de saveiros, embarcações historicamente utilizadas na baía.

### Remo
O remo é uma modalidade tradicionalíssima no estado. A Bahia sedia diversas competições do tipo, entre as quais a Copa Norte e Nordeste, Campeonato Brasileiro de Remo Indoor e o Campeonato Brasileiro Master de Remo. A Copa Norte-Nordeste foi idealizada por baianos em 1961, na mais antiga raia do Brasil, a dos Tainheiros, vendo deslizar barcos e remadores nas suas águas calmas. Equipes como Vitória, Itapagipe e São Salvador são os destaques.

## Eventos rotativos sediados

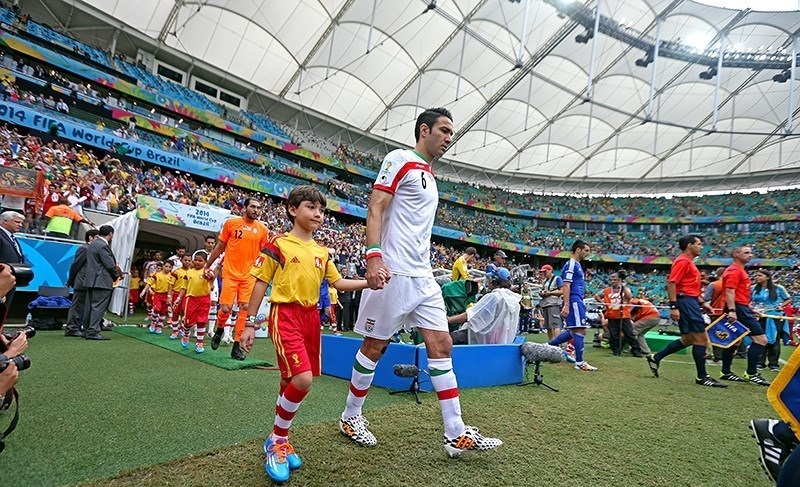
Entrada das seleções bósnia e iraniana em partida da Copa do Mundo FIFA de 2014 na Fonte Nova.

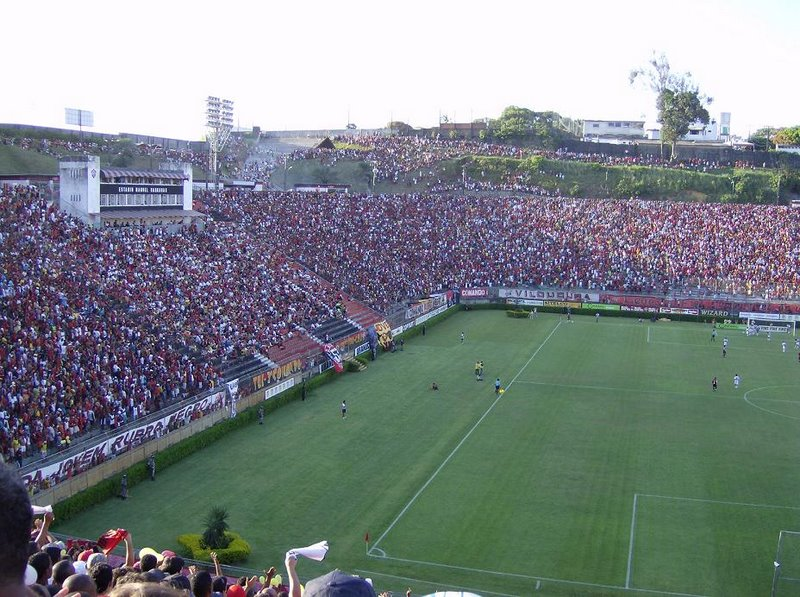
Barradão em Salvador.

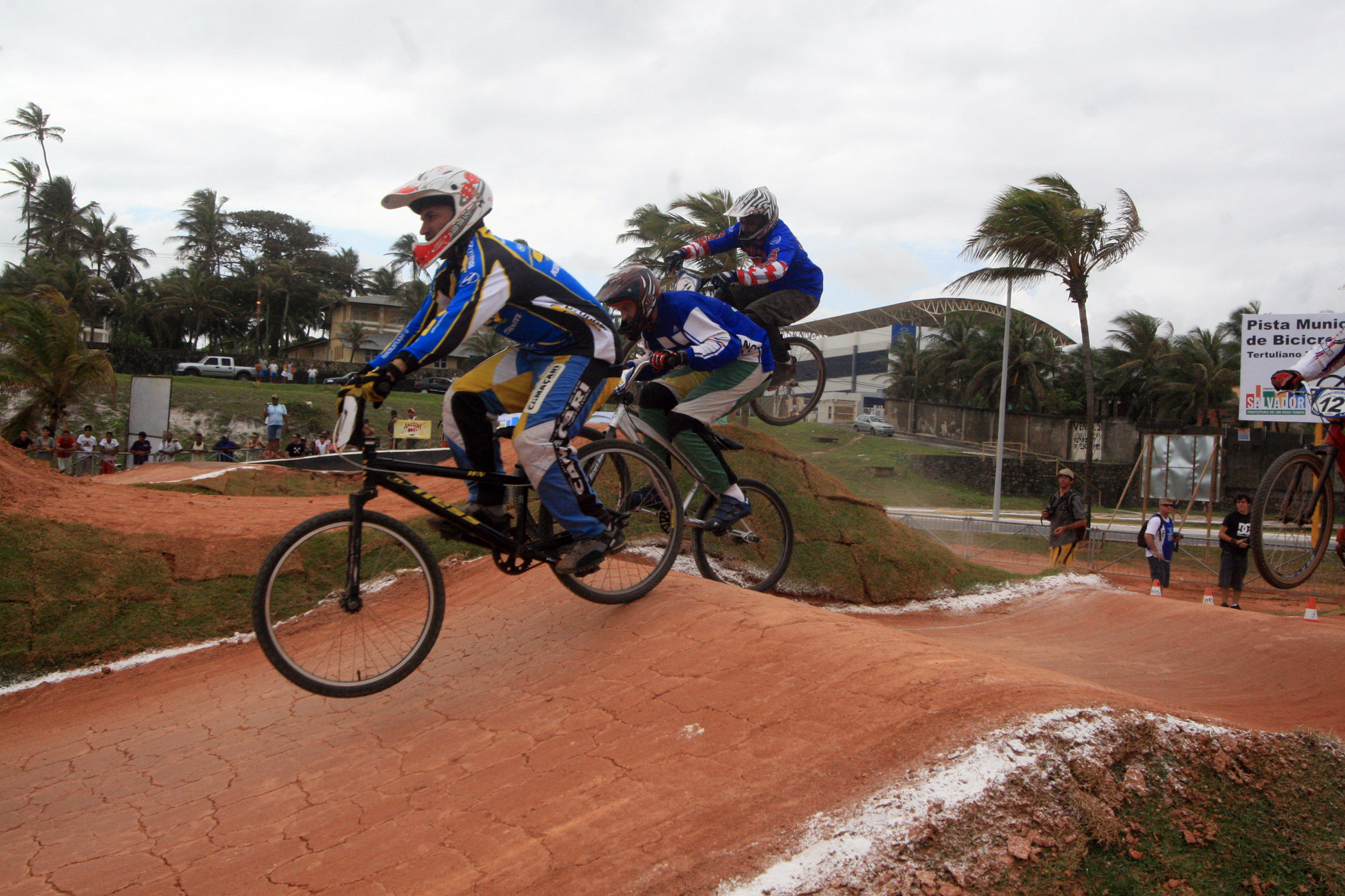
Etapa do Campeonato Brasileiro de Bicicross na Pista Municipal de Bicicross Tertúliano Torres, no bairro de Pituaçu, em Salvador.

Os Jogos Universitários Brasileiros (JUB) ocorreram algumas vezes na Bahia. A última no século XX foi em 1968, realizada em Salvador. Após mais de meio século, a edição de 2019 dos Jogos Universitários Brasileiros (JUB) tem como sede as cidades de Salvador e Lauro de Freitas. No mês de outubro, a fase final da 67.ª edição dos JUB ocuparão o Ginásio Poliesportivo de Cajazeiras, o Centro Olímpico de Natação da Bahia, quadras do câmpus de Salvador no Cabula da Universidade do Estado da Bahia (UNEB), o Centro Pan-Americano de Judô e o Ginásio Municipal de Esportes, como também algumas instalações temporárias montadas em praças e centros comerciais das cidades.
No futebol, a Bahia sediou eventos sul-americanos e mundiais. A segunda e última partida da final da Copa América de 1983 foi disputada entre Brasil e Uruguai no Estádio Octávio Mangabeira, em Salvador. Já a edição de 1989 teve Salvador como uma das subsedes para o grupo A da primeira fase, no qual estava do Brasil. Na edição de 2019, foram cinco partidas disputadas na Arena Fonte Nova, inclusive uma válida pelas quartas de final, enquanto os estádios do Barradão e Pituaçu foram usados como campos de treinamento. Os Jogos Olímpicos de Verão de 2016 foram realizados na cidade do Rio de Janeiro, contudo alguns jogos de futebol aconteceram em Salvador, na Arena Fonte Nova. Mas antes disso, o mesmo estádio de futebol foi também um dos palcos das partidas da Copa do Mundo FIFA de 2014, além de ter sido candidato ao estádio do jogo de abertura do Mundial, perdendo a vaga para a Arena Corinthians, sediada em São Paulo.
Dentre outros esportes coletivos, estão eventos sediados de basquete, futebol de areia e rúgbi de sete. A capital baiana abrigou o primeiro Campeonato Mundial Juvenil Masculino de Basquetebol em 1979. e a Costa do Sauipe, no município de Mata de São João, sediou a edição 2001 do Campeonato Mundial de Futebol de Areia. A segunda edição do campeonato nordestino de rúgbi de sete ocorreu também na capital baiana, no ano de 2008.
Nos esportes de combate, Salvador, em 2011, sediou a Copa do Mundo de Judô por Equipes desse ano. E o Centro Pan-Americano de Judô sediou o Campeonato Mundial de Luta Olímpica Júnior de 2015, primeiro evento do esporte na América do Sul. A candidatura baiana foi a escolhida pela Confederação Mundial de Wrestling, preterindo Lausanne na Suíça, Sófia na Bulgária, e Rio de Janeiro, Recife e São Paulo.
Dentre as modalidades aquáticas, as águas da Baía de Todos-os-Santos de Salvador foram local da primeira etapa do Campeonato Brasileiro de Stand up Race de 2015, competição de remo em pé. Anos antes ocorreu em Salvador, em 1974, a 13.ª edição do então Troféu Brasil de Natação (atual Troféu Maria Lenk), vencida pelo Botafogo de Futebol e Regatas, que sagrou-se pentacampeão.

## Construções esportivas

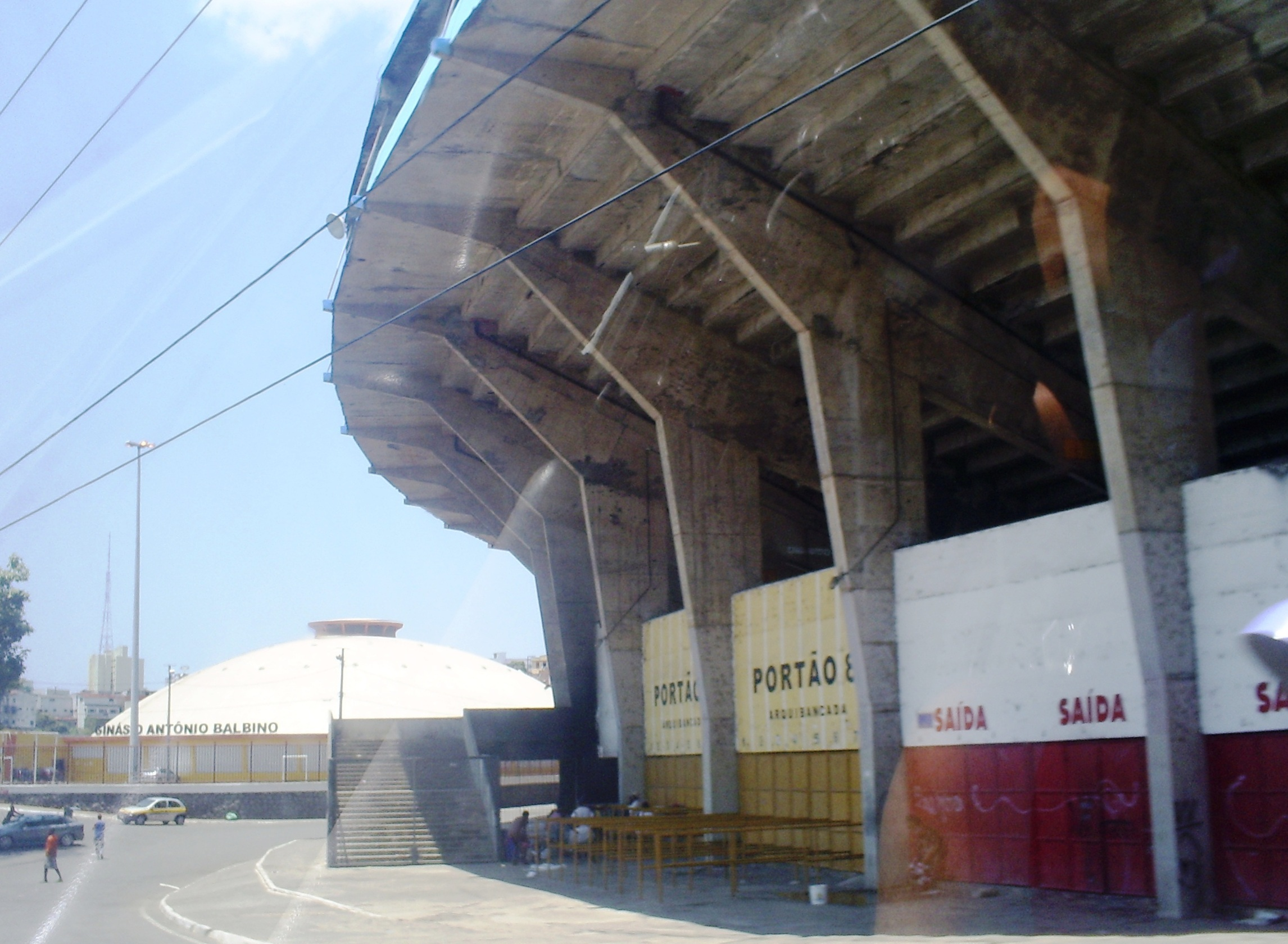
Vila Olímpica da Fonte Nova antes de ser demolida: Estádio Octávio Mangabeira (Fonte Nova) e Ginásio Antônio Balbino (Balbininho) em 2007.

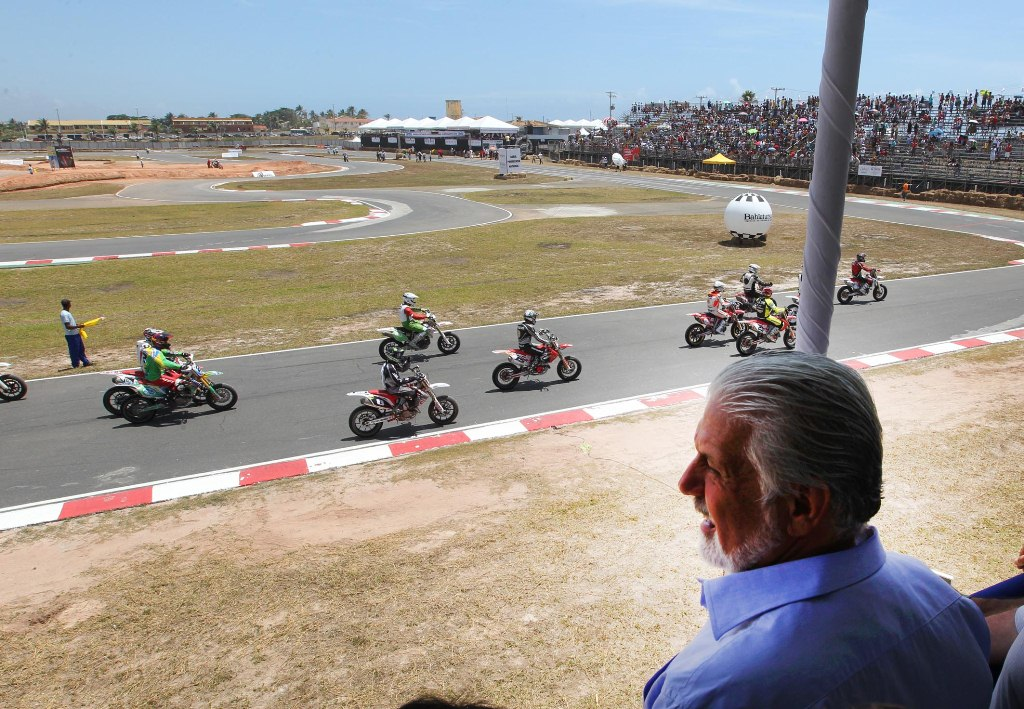
Desafio Supermoto em 2010, no Kartódromo Ayrton Senna.

No início desse século, muitas foram os impactos sobre as construções esportivas na Bahia devido ao acidente na arquibancada do Estádio Octávio Mangabeira em 2007 e sua reconstrução como Arena Fonte Nova. Nisso, foram demolidos o Ginásio de Esportes Antônio Balbino e a piscina olímpica, que juntos formavam a Vila Olímpica da Fonte Nova. Com o fechamento e obras na Fonte Nova, o Estádio Roberto Santos foi entregue reformado em 2009. No entanto, projetos de ocupá-lo com práticas esportivas diferentes do futebol, como Complexo Esportivo de Pituaçu, não foram levados adiante. Igualmente, o Ginásio Esportivo de Cajazeiras teve suas obras iniciadas em 2010 para suprir as demandas dos outros esportes no estado, bem como apresentou-se o projeto do Centro Olímpico de Natação da Bahia para suprir a demolição da piscina olímpica.
Havia ainda o projeto da sede de praia do Esporte Clube Bahia, sob propriedade da Prefeitura de Salvador, ser transformada em parque olímpico, com piscinas e ginásios para prática de artes marciais, futebol, futsal, ginástica olímpica, tênis e tênis de mesa. Com novo mandatário em 2013, a sede foi demolida em fevereiro e, no lugar, foi implantado o Parque Urbano de Esporte e Lazer da Boca do Rio.
Em Lauro de Freitas, parte do espaço do Kartódromo Ayrton Senna, fechado em 2014, deu lugar ao Centro Pan-Americano de Judô. À época foi planejado um novo kartódromo para ser construído em São Francisco do Conde, em substituição ao de Lauro.

## Federações e competições
| Esporte          | Federação                                    | Competições principais |
| ---------------- | -------------------------------------------- | --- |
| Basquetebol      | Federação Baiana de Basketball               | Campeonato Baiano de Basquete |
| Futebol          | Federação Bahiana de Futebol                 | Campeonato Baiano de Futebol: Primeira Divisão e Segunda Divisão Campeonato Baiano de Futebol Feminino Copa Governador do Estado da Bahia |
| Futebol de areia | Federação de Beach Soccer do Estado da Bahia | |
| Futsal           | Federação Baiana de Futsal                   | Campeonato Baiano de Futsal |
| Judô             | Federação Baiana de Judô                     | |
| Voleibol         | Federação Baiana de Voleibol                 | |
| Xadrez           | Federação Bahiana de Xadrez                  | Campeonato Baiano de Xadrez Blitz Campeonato Baiano de Xadrez Rápido                                                                      |

## Clubes desportivos
Clubes desportivos baianos que participam de campeonatos nacionais estão listados a seguir.
- Série A do Campeonato Brasileiro de Futebol Masculino (edição de 2019) — Esporte Clube Bahia[28]
- Série B do Campeonato Brasileiro de Futebol Masculino (edição de 2019) — Esporte Clube Vitória[28]
- Série D do Campeonato Brasileiro de Futebol Masculino (edição de 2019) — Fluminense de Feira Futebol Clube, Esporte Clube Jacuipense, Sociedade Desportiva Juazeirense e Associação Desportiva Bahia de Feira.[29]
- Série A1 do Campeonato Brasileiro de Futebol Feminino (edição de 2019) — São Francisco do Conde Esporte Clube e Esporte Clube Vitória[30]
- Série A2 do Campeonato Brasileiro de Futebol Feminino (edição de 2019) — Associação Desportiva Lusaca[31][nota 1]
- Campeonato Brasileiro de Clubes de Futebol de Areia Masculino (edição de 2019) — Esporte Clube Vitória[34]
- Divisão de elite do Campeonato Brasileiro de Futebol Americano Masculino (edição de 2019) — Cavalaria 2 de Julho Futebol Americano[35]